# Dvojjazyčné vzdělávání
V rámci dvojjazyčného (též bilingvního) vzdělávání jsou studující vyučováni ve dvou (či ve více) jazycích. Většinou se jedná o kombinaci výuky v úředním jazyce s dalším světovým, kdy jsou oba jazyky používané současně. Tento model výuky je v praxi využívaný především díky pozitivním benefitům, které pro studující přináší. Díky zvýšené fluentnosti (plynulosti) v obou jazycích dochází k posilování kognitivních funkcí mozku a díky schopnosti užívat dva či více jazyků se pro studenta rozšiřuje spektrum možností a příležitostí do budoucna.

## Typy dvojjazyčných programů
Dvojjazyčné programy ve vzdělání rozdělil v rámci své knihy Foundations of Bilingual Education and Bilingualism Colin Baker, který je v této problematice obecně považován za experta. Typicky je význam pojmu dvojjazyčné vzdělávání připisován silnému typu dvojjazyčného vzdělání immersion (ponoření), je tak užíván i v legislativních dokumentech.

#### Slabé typy dvojjazyčného vzdělávání
1. submersion (strukturální ponoření) = přístup, kdy je žák oddaný kompletně na druhý jazyk a mateřský jazyk není podporovaný
2. segregationist (segregace) = žáci hovořící minoritním jazykem nemohou studovat na majoritních školých
3. transitional (přeměna) = podobný přístup jako ponoření, ale žáci jsou nejprve vyučováni v mateřském jazyce, dokud si nejsou dostatečně jistí v druhém jazyce, ve kterém poté jsou vyučováni kompletně
4. mainstream (běžná podoba) = výuka, kdy se žáci učí v mateřském jazyce a mají dotaci druhého jazyka pouze několik hodin týdně

#### Silné typy dvojjazyčného vzdělávání
1. immersion (ponoření) = přístup, ve kterém jsou podporované oba dva jazyky na stejné úrovni (vysoké) a vyučování probíhá v obou jazycích současně, tento typ přináší bilingualitu
2. maintenance/heritage language (udržování kulturního jazyka) = zaměřuje se na rozvoj mateřského jazyka i prostřednictvím druhého jazyka
3. dual language (dvojí jazyk) = výuka je nastavena tak, že každý jazyk je přiřazen různým předmětům
4. mainstream bilingual = výuka je vedene primárně v mateřském jazyce, ale současně je v každém předmětu využíván druhý jazyk "jako podpora"

## Postoj Evropské Unie
Na počátku 90. let začala Evropská unie používat termín CLIL (Content and language integrated learning), který označuje styl výuky, při kterém jsou předměty na školách vyučovány i v jiném jazyce, než striktně v úředním. Jedná se o model výuky, kdy jsou žáci vedeni k tomu používat oba vyučované jazyky na úrovni co nejbližší k rodilým mluvčím. EU tento model výuky označuje za kladný a podporuje jeho rozšíření vzhledem k benefitům, které pro žáky přináší.
Dále Rada Evropy v roce 1995 vydala rezoluci "O zlepšování a diverzifikaci učení a vyučování jazyka ve vzdělávacích systémech EU" za účelem rozšířit princip dvojjazyčných škol v státech EU. Reakcí na podnět začala Evropská komise podporovat výzkumné projekty, které měly za cíl sledovat využívání metody CLIL v praxi.

## Světová praxe

### Lucembursko
V Lucembursku existuje dvojjazyčné vzdělávání již od roku 1843, od kdy je prosazováno z důvodu denního užívání jazyků obyvateli této země. V Lucembursku se zároveň hovoří lucembursky, francouzsky i německy, přičemž žáci jsou ve školách vyučováni ve všech třech jazycích současně. Styl výuky je nastaven tak, že je jednotlivým školním předmětům přiřazen vždy jeden jazyk, který se ve vyšších ročnících vystřídá a předmět se začne vyučovat v jazyku jiném.

### USA
Spojené státy americké mají dlouhou historii v praxi dvojjazyčného vzdělávání, které bylo ovlivňováno kulturní, politickou a socioekonomickou situací. Po období netolerance se v půlce 20. století zrodil zájem o dvojjazyčné vzdělávání, které bylo podporováno i v rámci Afroamerického hnutí za občanská práva. Na mnoha místech v USA je model dvojjazyčného vyučování prosazován, i přes to, že v posledních dekádách byl tento model kritizován z hlediska jeho efektivity a přínosu. Vzdělávací systém v USA není jednotný, stejně tak nejsou jednotná pravidla ohledně implementace dvojjazyčného vzdělání a proto se každém členském státě systém a pravidla liší.

## Praxe dvojjazyčného vzdělávání v České republice

### Základní školy
Některé základní školy v České republice vyučují některé předměty (kromě jazykových) v jiném jazyce. Na tuto výjimku z Rámcového vzdělávacího programu pro základní vzdělávání musí dostat školy povolení ze strany MŠMT. Tato výjimka se týká předmětů jako jsou přírodověda, dějepis či matematika a využitým druhým jazykem je nejčastěji angličtina. Seznam škol, kterým bylo uděleno povolení, je možné si dohledat na portálu MŠMT.

### Dvojjazyčná gymnázia
V České republice v letech 2009–2015 probíhalo pilotní, pokusné vyučování na Dvojjazyčných gymnáziích využitím pilotního Rámcového vzdělávacího programu. Na akademický rok 2016/2017 pak MŠMT vydalo nový Rámcový vzdělávací program (RVP) pro obor vzdělání s kódem 79-43-K/61, který představuje právě Dvojjazyčné gymnázium. Tento RVP je realizován ve dvou jazycích, z toho první je úřední (český jazyk) a druhý může být: německý, anglický, španělský, francouzský či italský. V RVP je uvedena povinnost vyučovat i nějaké další nejazykové předměty ve druhém jazyce.